# Зазеркалье (группа)
Зазеркалье — советская и российская рок-группа, созданная в Ростове-на-Дону в 1987 году. Одна из наиболее значимых рок-групп донского рока 80-90-х годов.

## История
Группа «Зазеркалье» была создана в Ростове-на-Дону осенью 1987 года усилиями Бориса Продоненко, Анатолия Чеботарева, Николая Смирнова и Александра Скрынникова.
Начальные 4 года существования «Зазеркалья» были отмечены только вызывающим поведением на концертах и сомнительной репутацией в масштабе Ростовской области.
В 1988 году после скандального выступления на рок-фестивале «Таган-Рок» в Таганроге группа отмежевалась от Ростовского рок-клуба и выступала на различных площадках под постоянно изменяемыми названиями: «Знамя и голубь мира», «Питсбург Пингвинс», «Индиры Ганди», «Давка Даунов» и др.
На фестивале ростовского рок-клуба «Закрытая Зона» в 1989 году группа выступила под названием «НКВД» (Нежные Камертоны Ваших Душ).
В 1989 году из ростовской группы «Пекин Роу-Роу» в «Зазеркалье» пришёл Олег Гапонов.
Летом 1992 года «Зазеркалье» предприняло серию концертов в Тюмени совместно с Ником Рок-н-Роллом.
Пик популярности группы пришёлся на 1989—1993 годы.
«Зазеркалье» всегда тяготело к превращению жизни в древнеримский театр, к экспериментам с формами и содержанием актуального андеграунда, смело, смешивая дворовой и солдатский фолк с арт-нуаром. Психоделические, псевдоницшеанские тексты с утончёнными издевательствами над бытовой конспирологией, образы романтической и сентиментальной литературы позапрошлого столетия синтезируются с одиозными музыкальными жанрами, такими как пост-панк, синти-панк, электро-панк, индастриал, синти-поп и дарквейв. Из всего этого и рождается причудливый гротескный мир, пугающий и притягивающий одновременно. Однако отдав должное многочисленным жанровым экспериментам, группа тяготеет к простому по форме синтезу панк-музыки с «русским шансоном», подобное звучание во многом определял характерный вокал Александра Скрынникова.
В 1994 году Олег Гапонов и Иван Трофимов, будущий лидер группы «Запрещённые барабанщики», организовали в Ростове-на-Дону региональное отделение Национал-большевистской партии.
В январе 2008 года в Ростове-на-Дону была представлена аудиовизуальная драма «Яркий свет», созданная группой «Зазеркалье» и художником-аниматором Юрием Бессмертным.
Вокалист Александр Скрынников скончался в июле 2013 года.

## Альбомы
- 1991 — «Солдатская совесть»
- 1992 — «Бугорки Безымянных Могил»
- 1992 — «Всё Золото Мира»
- 1993 — Jesus Christ Superstar
- 1993 — Crazy House Music
- 2005 — «Власть Судьбы»[3][6]
- 2006 — Весна Священная[12] (3TONE, 2005)
- 2008 — Между мирами (Jamendo — free)